# Tamar Braxton
Tamar Estine Braxton-Herbert, nota semplicemente come Tamar Braxton (Severn, 17 marzo 1977), è una cantautrice, attrice, ballerina e personaggio televisivo statunitense. Attiva dagli anni '90, ha ottenuto successo sia in ambito televisivo circa 20 anni dopo il suo esordio, grazie a trasmissioni come Braxton Family Values e The Real e all'album Love and War.

## Biografia

### Esordi
Nata in Maryland, è la sorella più giovane della cantante Toni Braxton. Inizia l'attività di cantante nei primi anni '90 all'interno del gruppo The Braxtons, formato con le sorelle. Dopo l'addio di due membri della band (tra cui Toni, che nel frattempo aveva raggiunto il successo come solista) e la pubblicazione dell'unico album So Many Ways (1996) come trio, il gruppo si è sciolto. La band riprenderà la sua attività nel 2015 quando, con la formazione originaria, pubblicherà l'album natalizio Braxton Family Christmas. Nel periodo 1998-2001 ha collaborato con diversi artisti come Solé, Master P e Silk.

### Tamar,  inizio della carriera televisiva (2000-2012)
Nel 2000 ha intrapreso la carriera solista e ha firmato un contratto con la DreamWorks Records. Ha quindi pubblicato il suo primo album eponimo. Nonostante la pubblicazione di due singoli (Get None e If You Don't Wanna Love Me), l'album non ottiene molta visibilità e non riesce ad andare oltre la posizione 127 nella Billboard 200. Nel 2001 la sua canzone Try Me viene pubblicata all'interno della colonna sonora del film Kingdom Come. Successivamente collabora con la sorella Toni in qualità di corista, non pubblicando dunque musica in prima persona per diversi anni. Nel 2010 firma un contratto discografico con Universal e pubblica il singolo The Heart In Me, senza ottenere tuttavia un riscontro commerciale. Nel 2011 prende parte insieme alle sue sorelle al reality show Braxton Family Values, La trasmissione ottiene un successo tale da essere confermata per 7 stagioni, andando in onda fino al 2020. Grazie al successo televisivo, l'artista firma un contratto discografico con la Epic Records.

### Love & War, Winter Loversland, The Real(2013-2014)
Nel 2013, dopo tredici anni dal precedente, ha pubblicato il suo secondo album, dal titolo Love and War, preceduto da un singolo omonimo. L'album raggiunge la posizione nella Billboard 200, portando Braxton per la prima volta al successo commerciale. L'album ottiene inoltre tre nomination ai Grammy Awards 2014, compresa quella nella categoria miglior album "urban contemporary", e permette all'artista di vincere tre premi ai Soul Train Music Awards. Nei mesi successivi pubblica l'album natalizio Winter Loversland. In seguito al successo musicale, Braxton ottiene altri ingaggi televisivi, co-conducendo la trasmissione The Real e ottenendo un altro reality show incentrato sulla sua vita, Tamar & Vice. Il ruolo a The Real, che manterrà fino al 2016, le vale alcune nomination ai Daytime Emmy Awards. Durante questo periodo continua a pubblicare musica, realizzando anche collaborazioni con artisti come Robin Thicke.

### Calling All Lovers,Bluebird of Happiness, vittoria aThe Big Brother VIP(2015-presente)
Nel 2015, dopo aver pubblicato alcuni singoli come la collaborazione con Future Let Me Know, pubblica il quarto album da solista Calling All Lovers. Contestualmente, l'artista prende parte alla trasmissione Dancing with the Stars. Nello stesso anno avviene la reunion delle The Braxtons per la pubblicazione di un album natalizio. Nel 2017, dopo aver lasciato The Real e aver firmato un nuovo contratto discografico con eOne, Braxton pubblica il suo quinto album Bluebird of Happiness. Nel 2018 collabora con Todrick Hall per il suo album Straight Outta Oz. Negli anni successivi, Braxton si dedica principalmente alla carriera televisiva: in particolare nel 2019 prende parte a Celebrity Big Brother, vincendo la competizione all'interno dei reality show. Nel 2020 partecipa al film True to the Game 2. Sempre nel 2020 va in onda la settima e ultima stagione di Braxton Family Values.
Nel 2023, dopo una prolungata assenza dalle scene dovuta ad alcuni problemi di salute, Braxton pubblica il singolo Changed.

## Vita privata
Nel 2023, Braxton annuncia il fidanzamento ufficiale con Jeremy Robinson.

## Discografia

### Album in studio
- 2000 - Tamar
- 2013 - Love and War
- 2013 - Winter Loversland
- 2015 - Calling All Lovers
- 2017 - Bluebird of Happiness

## Programmi televisivi
- Braxton Family Values (2012-2020) - Co-protagonista per 7 stagioni
- Tamar & Vice (2012-2017) - Co-protagonista per 5 stagioni
- The Real (2013-2016) - Co-conduttrice
- Dancing with the Stars (2015) - Concorrente
- Celebrity Big Brother (2019) - Concorrente; Vincitrice